# 1523 Pieksämäki
Pieksämäki (asteróide 1523) é um asteróide da cintura principal, a 2,032606 UA. Possui uma excentricidade de 0,0934195 e um período orbital de 1 226,21 dias (3,36 anos).
Pieksämäki tem uma velocidade orbital média de 19,89158217 km/s e uma inclinação de 5,14431º.
Esse asteróide foi descoberto em 18 de Janeiro de 1939 por Yrjö Väisälä.